# WEED (芸能事務所)
WEED（ウィード、株式会社ウィード）は、東京都港区に所在する日本の芸能事務所である。

## 概要
大手芸能事務所バーニングプロダクションで小泉今日子のマネージャーを担当していた代表の関野治也が独立し1990年、設立する。

## 沿革
空前のバンドブームの最中、オーディション番組『イカ天』に出演し人気となった
ガールズバンド PINK SAPPHIREをマネジメントするために設立。
第一号アーティストとなったPINK SAPPHIREのデビュー曲『P.S. I LOVE YOU』がテレビドラマ『キモチいい恋したい!』（フジテレビ系列）の主題歌に抜擢され、大ヒットとなり後に発表した曲も次々と大型タイアップが決まり当社は急成長する。
同時期に『冬の女王』こと広瀬香美が所属しAlpenのタイアップでヒットを連発、1998年に発売したベストアルバム『広瀬香美 THE BEST "Love Winters"』がミリオンセラーとなった。
レゲエシーンで大人気となるMINMI等人気アーティストを輩出する。

## 所属アーティスト
※業務提携含む
ミュージシャン
- 上松秀実
- 扇愛奈
- TATE & MARKIE
- 広瀬香美
- MINMI

クリエーター
- SiZK

モデル
- 沖樹莉亜

## 過去の所属アーティスト
- PINK SAPPHIRE